# Грабе (Бедековчина)
Грабе су насељено место у саставу општине Бедековчина у Крапинско-загорској жупанији, Хрватска. До територијалне реорганизације у Хрватској налазиле су се у саставу старе општине Забок.

## Становништво
На попису становништва 2011. године, Грабе су имале 421 становника.

## Попис1991.
На попису становништва 1991. године, насељено место Грабе је имало 465 становника, следећег националног састава:
| Попис 1991.‍ | Попис 1991.‍ | Попис 1991.‍ | Попис 1991.‍ | Попис 1991.‍ |
| ----------- | ----------- | ----------- | ----------- | ----------- |
|             |             |             |             |             |
| Хрвати      | Хрвати      |             | 462         | 99,35%      |
| непознато   | непознато   |             | 3           | 0,64%       |
| укупно: 465 |             |             |             |             |